# Automuseum Wolfegg

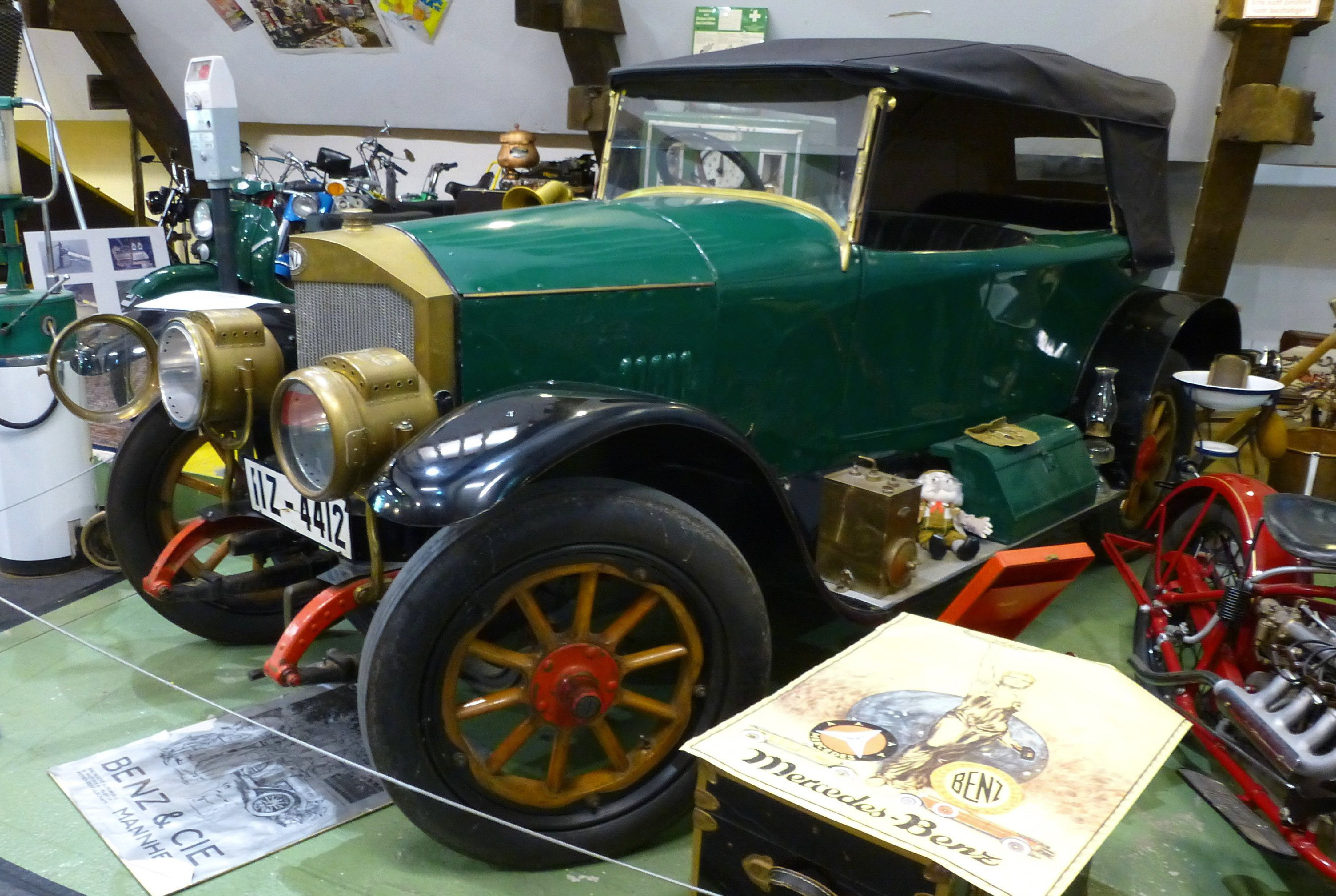
Benz 8/20 PS von 1918

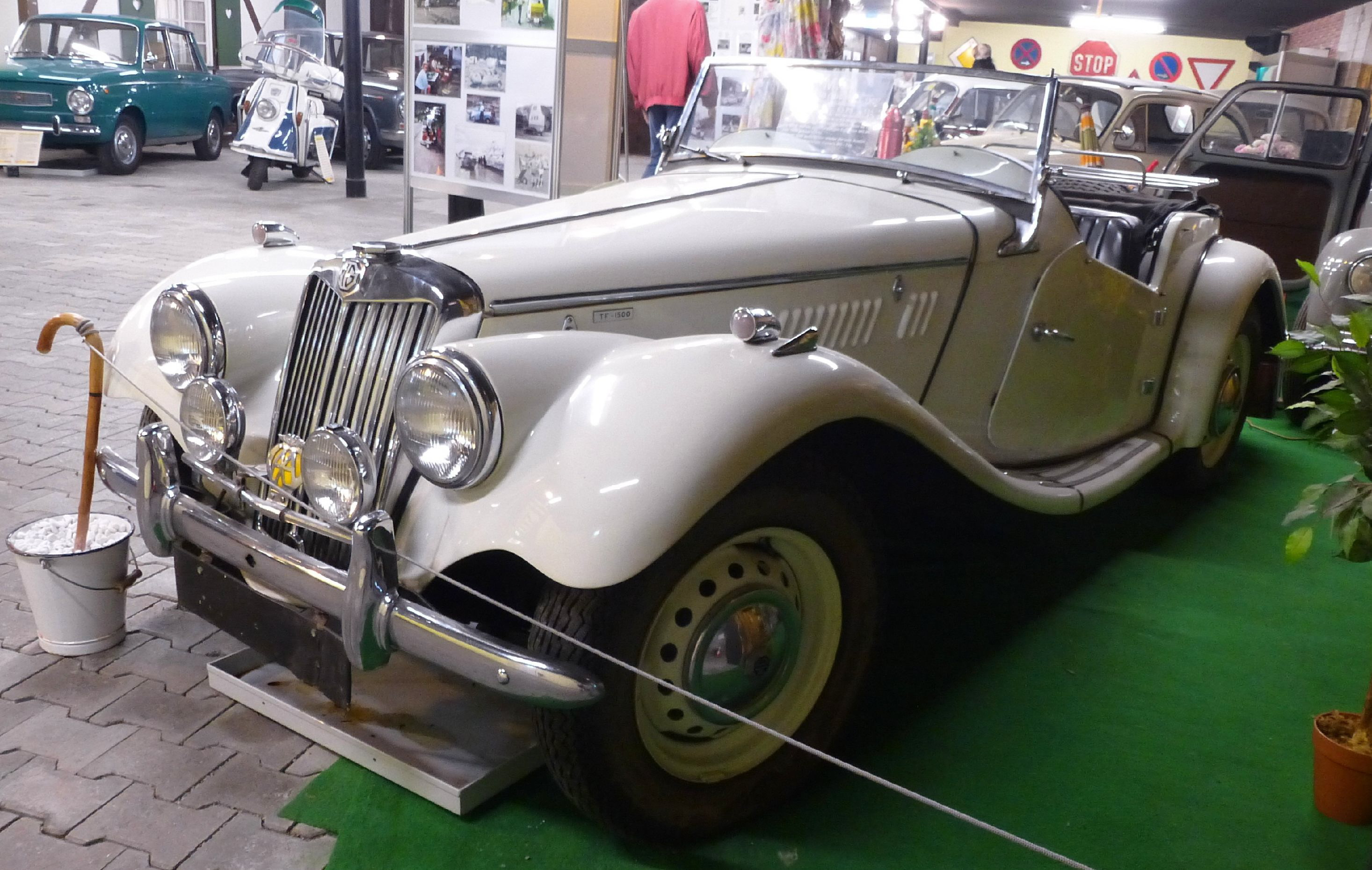
MG TF von 1955

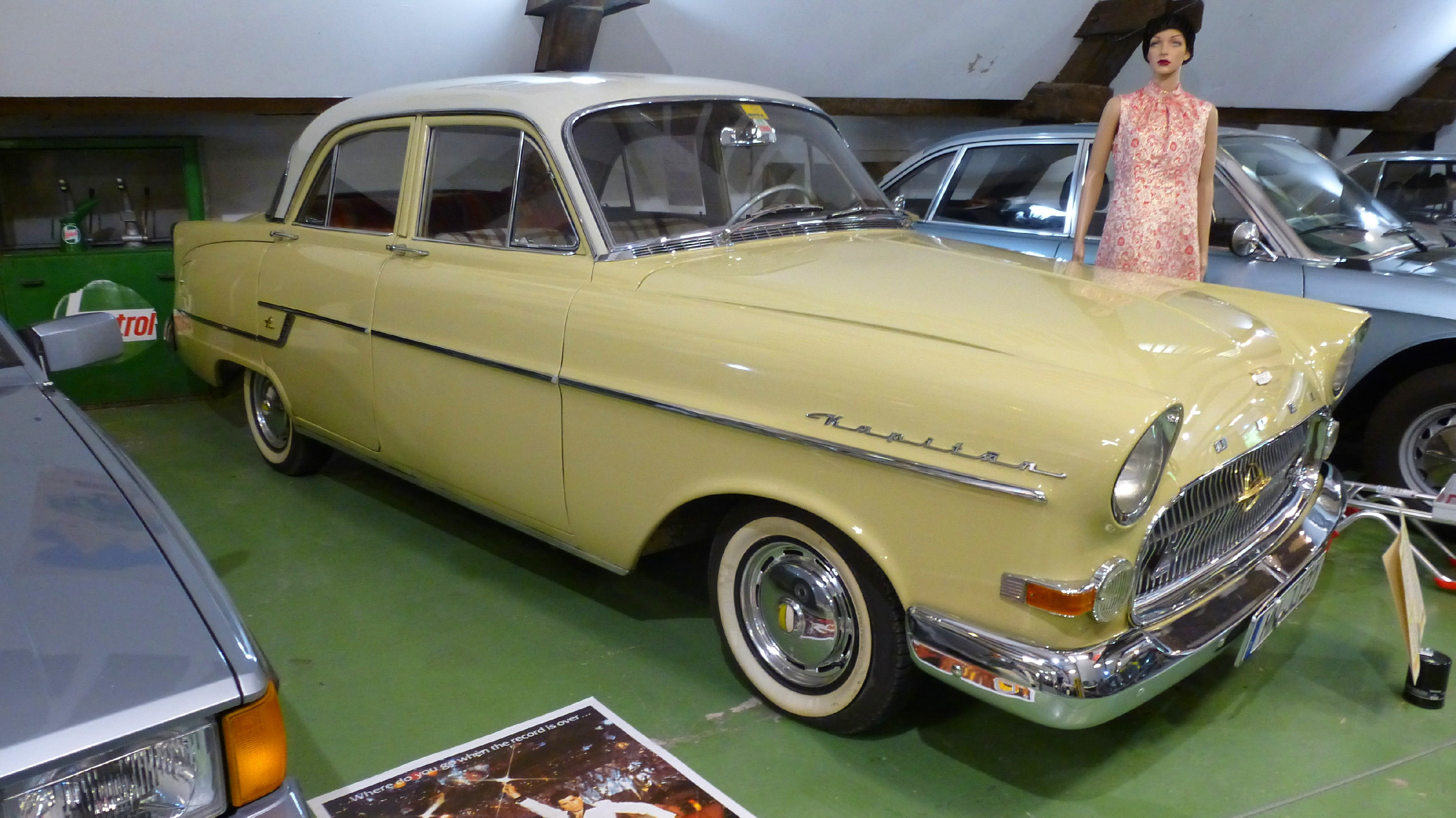
Opel Kapitän von 1957

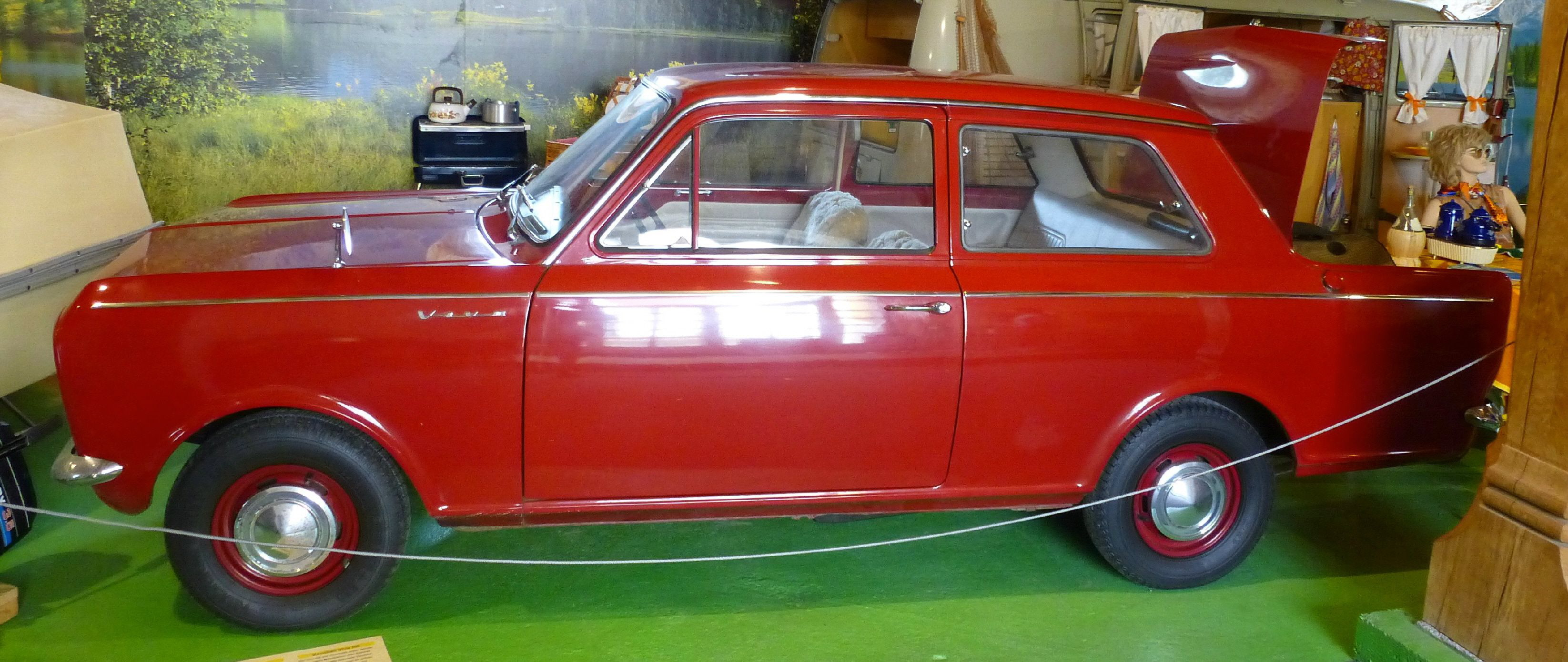
Vauxhall Viva HA von 1965

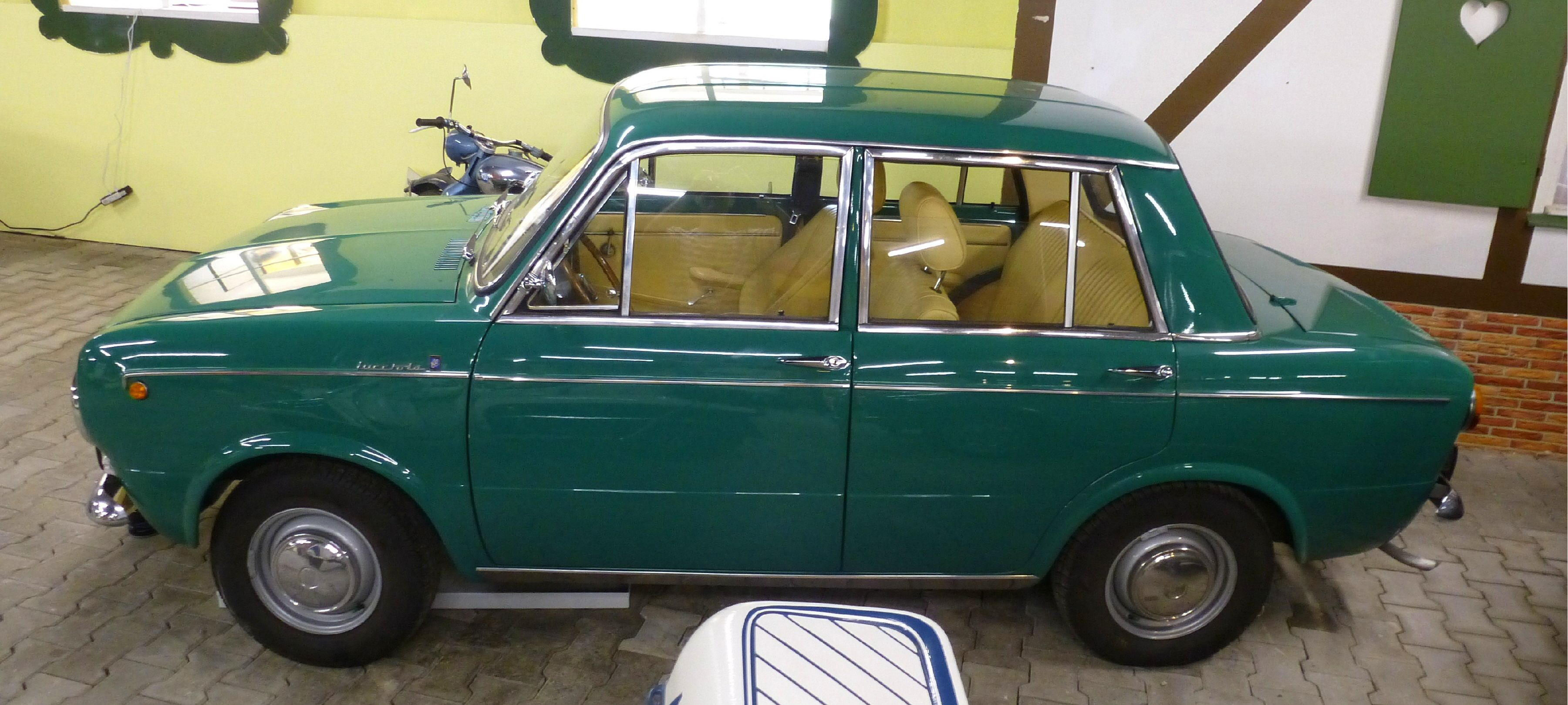
Fiat 850 mit vier Türen von Francis Lombardi von 1969

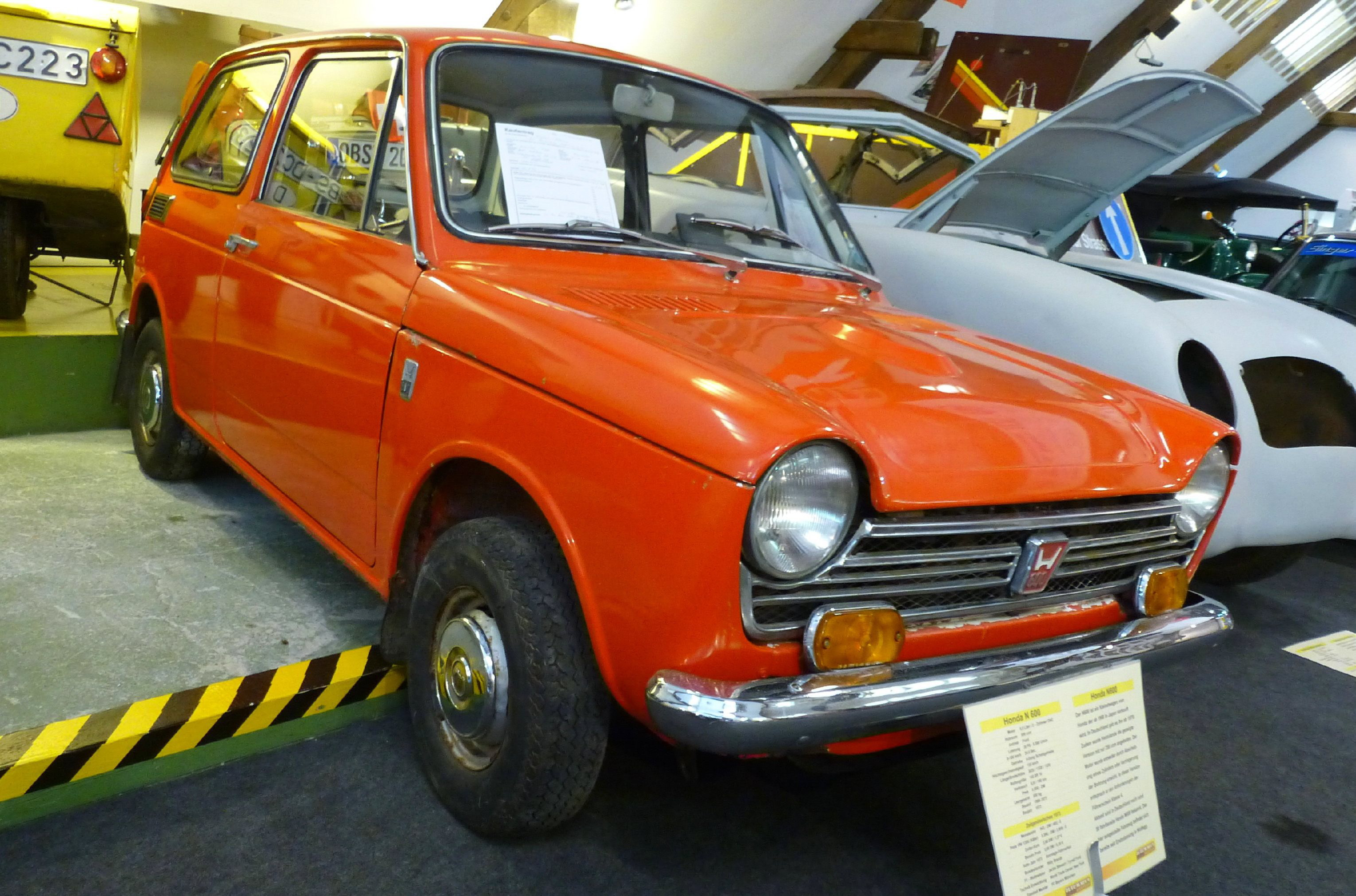
Honda N600 von 1973

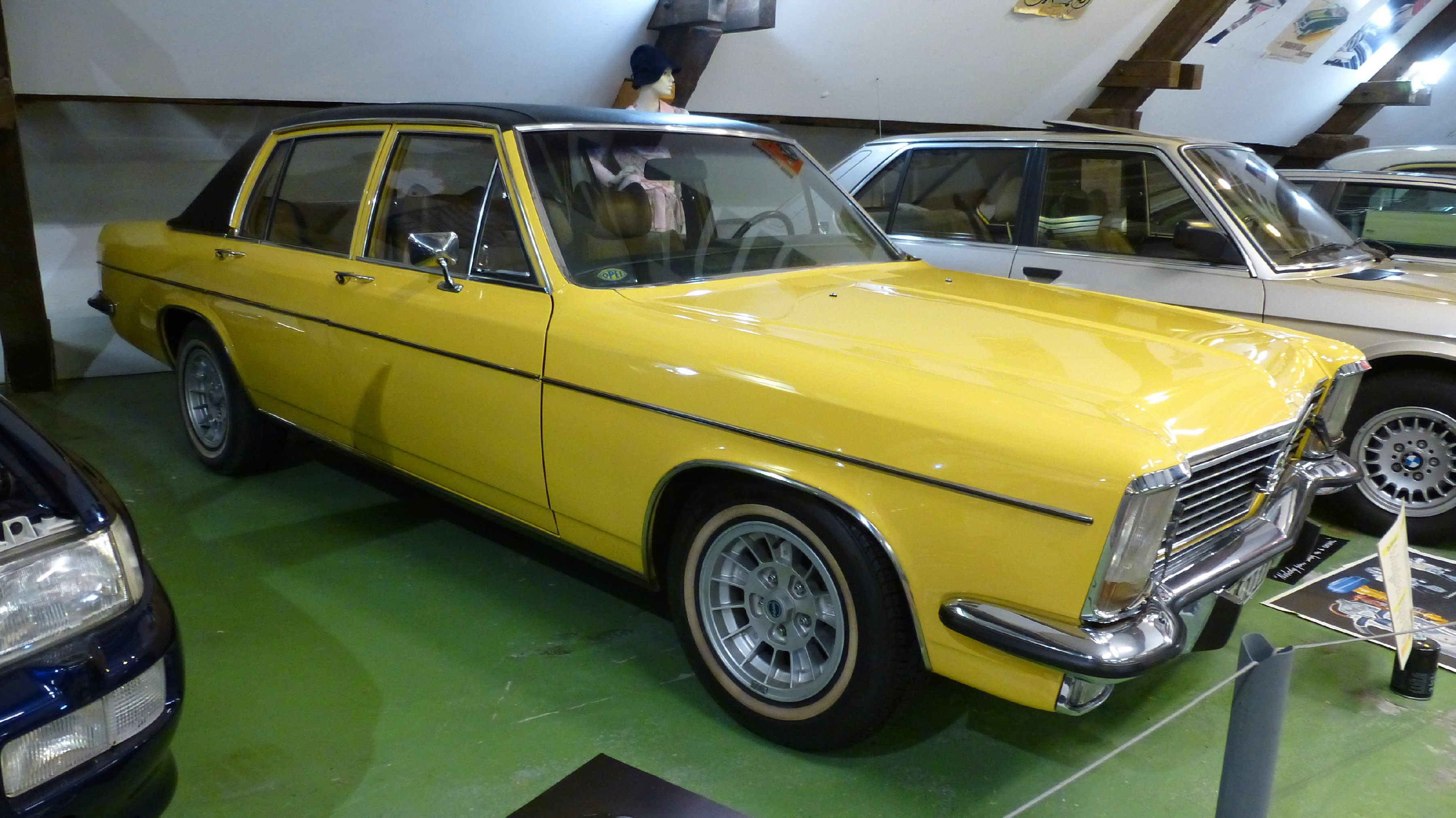
Opel Diplomat von 1974

Das Automuseum Wolfegg ist ein 2017 eröffnetes Museum im oberschwäbischen Ort Wolfegg im Landkreis Ravensburg. Es erstreckt sich auf über 3000 m² im historischen Wolfegger Schloss und präsentiert etwa 80 Automobile sowie 40 motorisierte Zweiräder aus den 1960er-, 1970er- und 1980er-Jahren. Eine vielfältige Sammlung zeitgenössischer Alltagsgegenstände ergänzt die Ausstellung. Neben der Dauerausstellung werden zudem wechselnde Sonderausstellungen gezeigt.

## Geschichte
Das Museum wurde nach dem Verkauf und der Räumung des Automobilmuseums von Fritz B. Busch in dessen Räumlichkeiten zwischen Januar 2017 und April 2017 von Nicolas Flosbach neu eingerichtet und eröffnet. Hierzu mietete Flosbach zwei Nebengebäude  des Wolfegger Schlosses von der Fürstlichen Familie zu Waldburg, Wolfegg und Waldsee an.

## Beschreibung
Auf rund 3000 m² Ausstellungsfläche, die sich auf zwei historische Gebäudeteile des Wolfegger Schlosses verteilen, sind rund 80 Automobile und rund 40 motorisierte Zweiräder aller Jahrzehnte ausgestellt. Der Ausstellungsschwerpunkt liegt auf Fahrzeugen der 1960er-, 1970er- und 1980er-Jahre. Die Fahrzeugausstellung wird zudem von einer Sammlung unterschiedlicher Gebrauchsgegenstände aus dieser Zeit ergänzt. Im Museum wird außerdem die weltweit größte Einradanhängersammlung präsentiert.
Ein 2018 neugegründeter Slotcar-Club betreibt in den Räumlichkeiten der Ausstellung eine Slotcar-Rennbahn mit einer Streckenlänge von 34 m. Das Automuseum Wolfegg ist Mitglied (Nr. 763) im Verband der deutschen Museen für Auto, Motor und Technik e. V. (Verband Deutsche Museumsstraße).

## Dauerausstellungen und Sammlungen

### Automobile
Die Automobilausstellung des Museums stellt sich hauptsächlich aus Leihgaben zusammen. Dies ermöglicht es dem Museum einzelne Fahrzeuge auszutauschen. Die Leihgeber sind vorwiegend Privatpersonen mit einzelnen Fahrzeugen oder ganzen Sammlungen.
Den Schwerpunkt der Ausstellung bilden Autos aus den 1960er-, 1970er- und 1980er-Jahren. Der Leitsatz des Ausstellungskonzeptes lautet: „So einen hatte ich auch mal.“ Somit werden in der Ausstellung viele Fahrzeuge gezeigt, die häufig im Alltag zu finden waren.
Aus den Beständen des ehemaligen Automobilmuseums von Fritz B. Busch wurden im Pkw-Bereich sieben Fahrzeuge übernommen, die als Leihgaben bereits in der alten Ausstellung standen. Zwei weitere Fahrzeuge wurden kurz nach dem Betreiberwechsel vom Leihgeber verkauft, darunter ein Horch 853 aus Erstbesitz. Ein BMW 503 Coupé blieb im Freundeskreis des Museums erhalten und ist hin- und wieder in Wolfegg bei Veranstaltungen zu sehen. Ein Benz & Cie aus dem Jahr 1918 ist aktuell das älteste Automobil-Exponat des Museums.

### Automobiltechnik
Einen Blick in die gegenwärtige und zukünftige Automobiltechnik bietet die Dauerausstellung des Formula Student Teams der FH Weingarten. Die Ausstellung wird von den studentischen Teammitgliedern selbst gestaltet, gepflegt und regelmäßig aktualisiert.

### Motorisierte Zweiräder
Neben Automobilen bilden rund 40 Motorräder, Mopeds, Motorroller und Mofas einen weiteren Schwerpunkt des Museums, im Wesentlichen ebenfalls aus den 1960er- bis 1980er-Jahren. Jedoch finden sich auch hier Exemplare aus nahezu allen Jahrzehnten ab den 1910er-Jahren. Eine Triumph H aus dem Jahr 1915 ist aktuell das älteste motorisierte Fahrzeug des Museums.

### Traktoren
Zur Ausstellung gehören auch historische Traktoren und Raupenschlepper verschiedener Hersteller. Eine Besonderheit stellen dabei die drei Prototypen Gigant, Evolution und Brutus von Porsche-Diesel dar.

### Einradanhänger
Das Museum präsentiert dem Besucher eine Sammlung von 17 Einradanhängern, die weltweit größte Ausstellung ihrer Art.
Die Sammlung wurde vom Eigentümer Karlheinz Flach seit den frühen 1980er-Jahren zusammengetragen und über viele Jahre als „Rollendes Einradanhänger Museum“ auf verschiedenen Messen und als Sonderausstellungen in Museen und Einkaufspassagen präsentiert. Sie bleibt dauerhaft im Automuseum Wolfegg ausgestellt. Neben den Exponaten werden auch die Ergebnisse der Nachforschungen zu diesem Thema vorgestellt.
Das Museum beschränkt sich ausschließlich auf solche Stücke, die zur Nutzung hinter Pkws, Lkws, Bussen und Panzern konstruiert wurden. Einradanhänger für Zweiräder sind nicht Bestandteil der Ausstellung. Die meisten der gezeigten Einradanhänger bieten neben der reinen Transportfunktion weitere Nutzungsmöglichkeiten. So finden sich unter den Exponaten Campingschränkchen und -tische, Messanhänger, Holzvergaser und ein Einzelstück eines Klapp-Segel- und Motorbootes.

### Alltagsgegenstände
Neben den Fahrzeugen werden viele zeitgenössische Alltagsgegenstände aus allen Lebenslagen des Wohnens, des Arbeitens und des Reisens gezeigt. Haushaltsgeräte, alte Telefone, Schreibmaschinen, Fotoapparate, Mode, Zapfsäulen, Mobiliar, Filmplakate usw. entführen in die Zeit der ausgestellten Fahrzeuge. Ziel ist es mit dieser Kombination den Erinnerungen einen bestimmten zeitlichen Rahmen zu geben.

### Lokalgeschichte
Im Obergeschoss von Museum II wurde eine Ausstellung mit lokalgeschichtlichem Schwerpunkt zur Gemeinde Wolfegg eingerichtet. Hier werden Feuerwehrgerätschaften der Wolfegger Feuerwehr aus dem 18. und 19. Jahrhundert gezeigt. Des Weiteren wird auf die Geschichte des Kaufhauses Ott eingegangen, das im Juni 2017 seine Tätigkeit nach 116 Jahren eingestellt hat. Sowohl diesem Kaufhaus als auch dem stillgelegten historischen Grundschulgebäude der Gemeinde sind Teile der Ausstellung gewidmet.
Ein weiterer Bereich gilt dem Leben und Wirken von Fritz B. Busch. Auf großen Tafeln wird über die Tätigkeitsbereiche Buschs sowie den Verbleib seiner Sammlung im Auto & Traktor Museum informiert. Einige besonders bekannte Berichte von Fritz B. Busch wie „Whisky pur“ oder „Der Fall Busch“ stehen den Besuchern zum Lesen bereit.

## Sonderausstellungen
Neben dem Austausch einzelner Exponate zeigt das Automuseum Wolfegg regelmäßig wechselnde Sonderausstellungen. Den Auftakt machte im April 2017 zur Eröffnung eine Sonderausstellung zum Thema „80 Jahre Opel Kadett“. Von der Cabrio-Limousine des Jahres 1938 bis zur letzten Serie des E-Kadett als Cabrio zeigte die Ausstellung die Entwicklung der Baureihe.
Über den Winter 2017/2018 wurde eine Sonderausstellung „Scheunenfunde“ gezeigt. Hierzu wurden innerhalb und außerhalb des Museums Fahrzeuge gezeigt, welche die ganze Bandbreite des Zustandes 5 vereinten, unter anderem Triumph 2000, Mercedes-Benz 450 SE sowie ein Daimler DS420.
Im Sommer 2018 folgte eine Ausstellung, die den verschiedenen Varianten der Mercedes-Benz Baureihe W 124 gewidmet war. Gleichzeitig gab es über den Sommer eine zweite Sonderausstellung zum Thema „70 Jahre Porsche“. Diese Porsche-Ausstellung ist seither dauerhaft im Museum zu sehen, wobei die Exponate regelmäßig gewechselt werden.
Von Oktober 2018 bis Oktober 2019 widmete sich eine weitere Ausstellung den verschiedenen Generationen des VW-Busses:  T1, T2 und T3. Dabei wurden verschiedene Varianten präsentiert, von T1-Weltenbummlern bis hin zum T3 Doka Eigenbau mit Doppelachse hinten.
Eine Sonderausstellung mit dem Titel „Renn-Tourenwagen“ fand ab dem 18. November 2020 in der Wintersaison statt. Aufgrund der Corona-Pandemie musste die Ausstellung nach zwei Tagen schließen und wurde daher im Winter 2021/2022 erneut gezeigt.